# Kuliginita
La kuliginita és un mineral de la classe dels halurs.

## Característiques
La kuliginita és un hidroclorur de ferro i magnesi de fórmula química Fe₃Mg(OH)₆Cl₂. Va ser aprovada com a espècie vàlida per l'Associació Mineralògica Internacional l'any 2016, i la primera publicació data del 2018. Cristal·litza en el sistema trigonal. És l'anàleg amb Fe2+ de la tondiïta. Té una estructura cristal·lina com la de l'espinel·la, típica per a diversos minerals de coure del grup de l'atacamita. Químicament s'assembla a la iowaïta, que també és un hidrat. Probablement és l'anàleg de ferro de la haydeeïta, membre del grup de l'atacamita, que també és trigonal. Pot contenir inclusions d'iowaïta.
L'exemplar que va servir per a determinar l'espècie, el que es coneix com a material tipus, es troba conservat a les col·leccions del Museu geològic de Sibèria Central, a Novosibirsk (Rússia), amb el número de catàleg: vi-53/1.

## Formació i jaciments
Va ser descoberta a la mina d'Udachnaya, a Daldyn, dins el districte de Mirninsky (Sakhà, Rússia). Es tracta de l'únic indret de tot el planeta on ha estat descrita aquesta espècie mineral.